# 林水龙
林水龙（1931年—），曾用名林水隆，福建龙溪人，印尼归国华侨，中华人民共和国政治人物，中华全国归国华侨联合会原副主席，国务院侨务办公室原副主任，第七届全国政协委员。